# 寿司ロボット

初期モデルの概念図

寿司ロボット（すしロボット）は、握り寿司のシャリ玉を握る機械。寿司ロボットは熟練の寿司職人と比べても遜色ない品質のシャリ玉を職人よりはるかに高速に製造可能であり、回転寿司やスーパーの持ち帰り寿司の廉価な提供を可能にしたことで、かつては高級料理とされていた握り寿司の大衆化に大きな役割を果たした。

## 機能
江戸前寿司の技術は、魚介類を調理する技術とシャリ玉を握る技術の2つに大別されるが、寿司ロボットは後者を自動化するものである。熟練の寿司職人が握ったシャリ玉は、外側はつまんでも崩れない保形力の固さがありつつ、内側は口に入れた時ホロリとほぐれるよう均等に適度な空気が入っており、このいわゆる「うかし握り」は板前が最低5 - 7年は修業しないとできない技術だが、寿司ロボットはこれを本物と遜色ないレベルで再現可能にしている。また4 - 5年修業した寿司職人が手で握れるシャリ玉はせいぜい毎時300 - 350個だが、寿司ロボットは1983年時点で1,200個（150人前）、2004年時点で3,600個の製造を可能にしている。機械の操作自体は簡便でパートのような単純労働力でも扱えるようになっている。

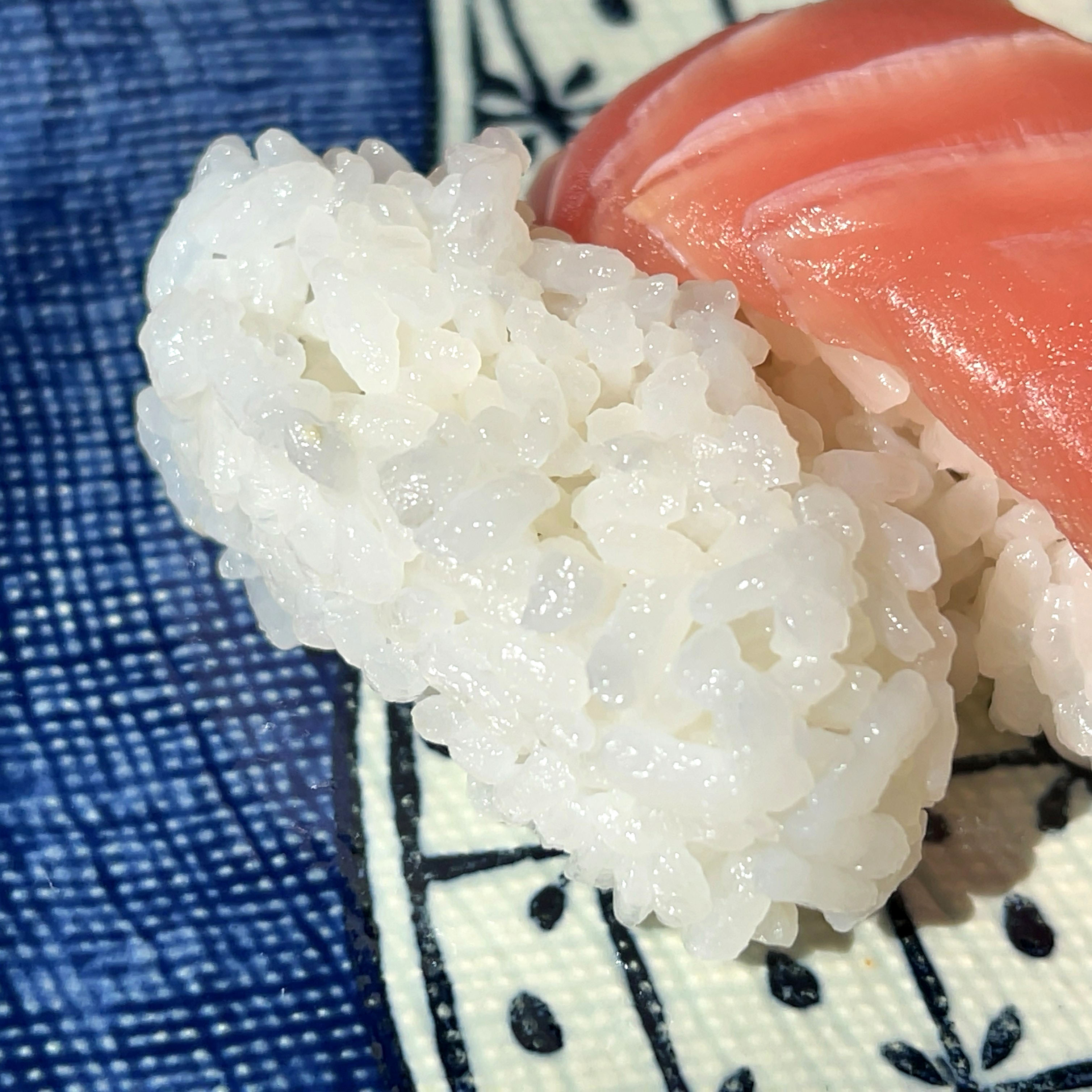
パック寿司のシャリ玉
うかし握りをしたシャリ玉の断面のイメージ

寿司ロボットの技術を応用して、のり巻きロボット、いなり寿司ロボット、軍艦巻きロボットなども作られている。

## 構造
（以下、特記ない限り1980年代 - 2000年代の鈴茂器工の機種を前提に説明する）
寿司ロボットの構成は、まずシャリをほぐして空気を含ませる「供給機構」、次いでシャリを一定量に取り分ける「定量分割機構」、最後にシャリをシャリ玉の形に整える「成形機構」の3段階に大別される。これらはいずれも内蔵されたコンピュータが制御・調整している。
供給機構
シャリは客や店の好みによって水気や粘り気が違っていたりするが、3升の容量があるホッパー（シャリの受入口）に投入されたそうしたシャリの状態、量、密度をセンサーが分析し、それに基づいて攪拌羽根ないし櫛ローラーでシャリに空気を含ませながらほぐし、上下方向のコンベアないしローラーで程よくシャリを圧縮して適量の空気が抱き込まれるよう調整しながら下の定量分割機構へ送ってゆく。
定量分割機構
ここでシャリは1貫（1個）分の適量へ順に切り分けられる。シャッター式だと米粒が切断されてしまうため、機種によっては両脇から櫛歯を差し込んで米粒を傷めないよう取り分ける形式になっていたりする。機種によってはシャリ玉のサイズを何段階かから選べるものもある。
成形機構
1貫分のシャリが水平方向のベルトコンベアに落ちると、上から2本の弾性成形体（キャビティ、いわゆるロボットアーム）が下りてきて、まず1本目がシャリを左右から押さえて予備形成し、2本目が上から押さえて本形成してシャリ玉の形になる。この「ニギッ、ニギッ」という二回握りは寿司職人の動作を再現したものであり、おにぎりのように強く握って風味を損なわないよう、熟練職人の手加減も再現されている。出来上がるシャリ玉の形は、握り寿司で最も一般的な利休である。
アームの先端は人間の指の感触に近づけるため特別に調整したシリコンゴムを用い、粘性がある米粒が付着しないようテフロン膜をかけている。
機種によっては、寿司ロボット用に調合されたワサビをシャリ玉の定位置へ塗ったり、カセットにセットされた寿司ネタを自動的に乗せたり、セロファンで1貫ずつラッピングしたりするものもある。
部品の衛生状態を保つため、日常的に洗浄が必要な部品は工具なしで分解・取り出しできるようになっており、1985年時点で分解に2分、洗浄に3分、再組立てに5分となっている。電源は 100V の家庭用電源を用い、設置面積は1985年時点で 1/3 畳程度となっている。コンパクト化はその後も進み、外観は木目調の飯櫃のようにして厨房の卓上に置いても違和感のないタイプが1999年に発表された。

## 運用

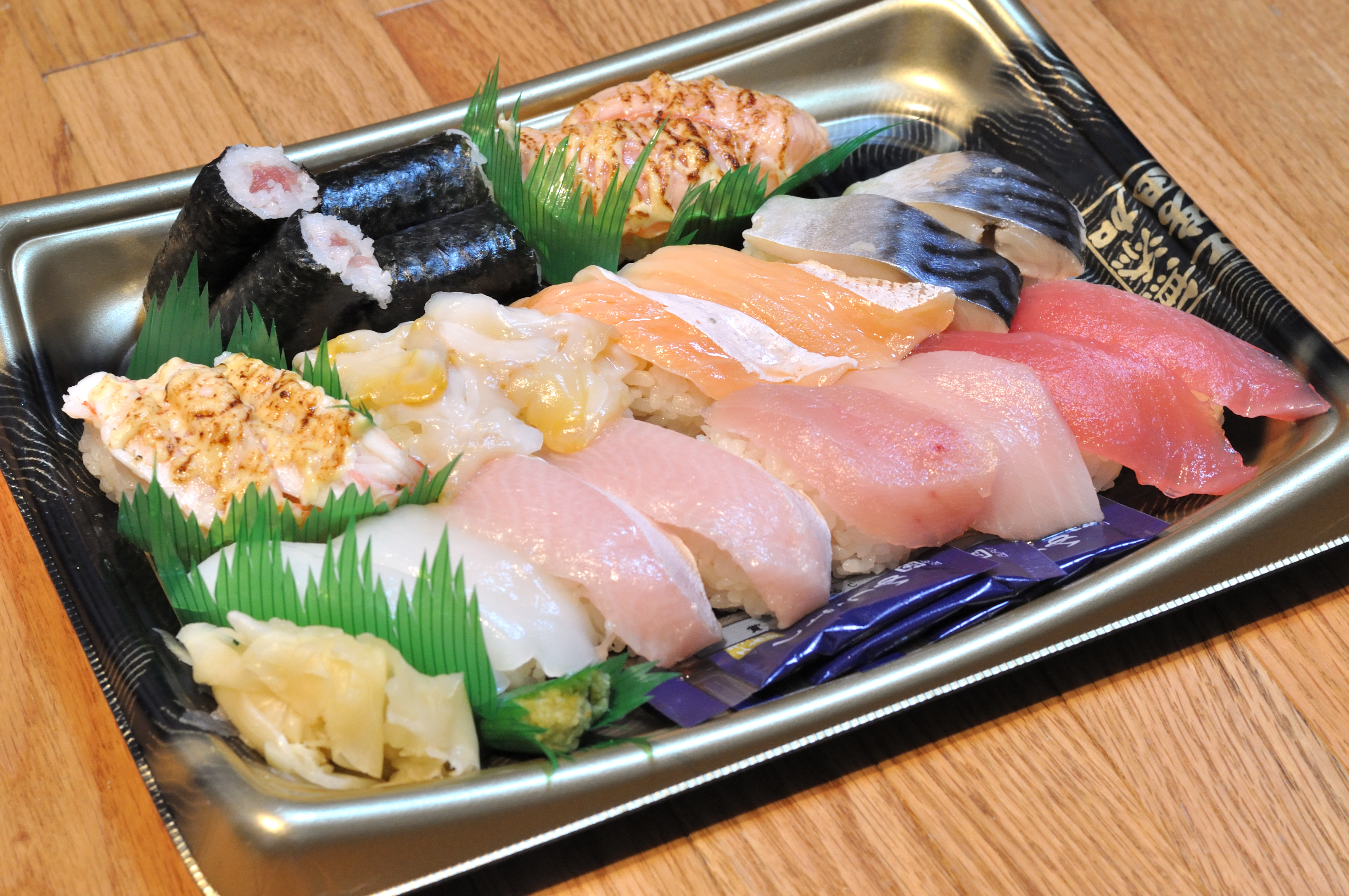
典型的なパック寿司

寿司ロボットは、一般消費者から認知されることは少ないが回転寿司の運営やパック寿司の製造に欠かせない設備であり、大衆化路線の外食産業、給食、各種パーティー、宅配専門業者など多くの業種で活用されている。寿司ロボットは寿司フランチャイズ業界の経営合理化に貢献し、和・洋食レストランや焼肉レストランなど外食業界全般でも本職の寿司職人なしでの寿司の提供を可能にした。また従来、スーパーなどの持ち帰り寿司は稲荷寿司かちらし寿司が主流だったが、寿司ロボットの登場により握り寿司もバリエーションに加わるようになった。
一方で、客の目の前で寿司を握るような寿司専門店の場合、客と板前のコミュニケーションも食事体験の一部であり、そこへロボットを持ち込むなど興覚めだという批判はある。特に寿司ロボットが登場したばかりの頃は、寿司業界のみならず世間からも賛否両論が巻き起こり、職人の聖域を侵すものとして寿司職人らから反対やボイコットの声が大きかった。とはいえ一般的な寿司店の場合、売り上げの半分以上は出前や持ち帰りが占めているにもかかわらず、営業中は店内の客を優先せざるを得ないため、繁忙期の突発的な出前注文はやむなく断って商機を逃しがちというのが悩みでもあった。そうした店は寿司ロボットを導入することで、出前の迅速化、オーダー待ち時間の短縮化が可能になり、昼・夜のピーク時、日曜・祝日の大量注文をさばけるようになった。銀座の高級寿司店でも大量注文をさばくため、やむなく寿司ロボットをこっそり導入している例はある。日本の寿司専門店で寿司ロボットを導入する場合、客の目に入らない場所へこっそり設置している例が多いが、海外では素手で握る調理に抵抗を感じる客が多いことから、逆によく見える場所に置いてアピールするケースも見られる。
寿司ロボットの価格は1984年時点で1台180万円、リースなら3.5万円/月としており、いずれにせよ人間の職人を雇うより格段にコスト削減につながり、機械なので腱鞘炎の心配もない。1987年時点で全国の寿司店は8万軒と見積もられていたが、その時点で寿司ロボットの出荷台数は5千台に達していた。
また寿司職人の調達が難しい海外において寿司ロボットの需要は高く、鈴茂器工が寿司ロボットを発表した直後の1982年の時点で既に米国から鈴茂器工に問い合わせが相次いでいた。鈴茂器工は1985年に米国の製品安全規格であるUL規格を取得して輸出可能な体制を整え、2021年時点で米国やシンガポールの拠点を中心に20か国以上で販売代理店を開いている。

## 歴史
最初に実用化された寿司ロボットは、1982年に鈴茂機械工業（現・鈴茂器工）が販売を始めたものである。
1932年に静岡県で生まれた鈴木喜作は、上京して苦学の後に設立した鈴茂商事で和菓子製造機械などの開発・販売を成功させ、食品業界で一角の地位を築いていた。1976年6月、鈴木が自宅でテレビニュースを見ていると、減反政策に従って稲作規制をしようとする北陸農政局の役人と田植えを強行しようとする稲作農家が新潟県豊栄市の福島潟干拓地で激しく衝突しているニュースが目に入った。かつて太平洋戦争の惨禍で食糧難に悩んだ日本が今や逆に過剰米を問題視するという矛盾に鈴木は戦中派として憤りを感じ、日本人全体が米飯のおいしさを再認識して米の消費を拡大させる必要がある、という思いを強くした。そして戦後の日本の経済成長に思いを馳せると、それを後押しした一因が自動機械の進歩による省力化であり、それなら握り寿司の調理を自動化すれば、廉価になったぶん寿司が家庭にも普及し、結果的に米の消費量が増えるだろうという考えに至った。当時の握り寿司は高級料理であり、家庭にせよビジネスシーンにせよ接待の時しか口にし得ないものだった。
鈴木はさっそく東京工場長に“自動にぎり寿司機”の開発を指示したが、当時50人ほどいた社員はかなり畑違いな製品開発を始めることに面食らった。完成に何年かかるか見当もつかず、市場調査の結果も芳しくなかった。ともあれ開発担当者として3名が割り当てられ、まず最優先事項としてプロの寿司職人と同等以上の味を実現すること、加えて1 - 2時間程度は鮮度を保てるようにすること、店の繁忙時間帯に活躍できるよう加工速度が速いこと、といった点を重視して開発が始まった。他にも開発上の制約として、寿司店の調理場に置ける程度には小型化すること、機械に不慣れな板前でも扱える操作性を持たせること、衛生的に使えるよう部品の分解・洗浄が容易であること、食品を直接扱う機械であるため厚生省が認可した素材で構成しなければならないこと、など課題は多かった。寿司職人のシャリの握りは極めて高度な技術であり、微妙な握りの感覚は机上で数式化できるようなものではないため実験を重ねるほかなく、板前の動作や握り方を分析してはコンピュータにフィードバックするという試行錯誤を辛抱強く続けた。開発にあたって鈴木は強力なリーダーシップを発揮し、設計のコアとなる部分も大部分は鈴木によるアイデアだった。
シャリ玉の型に酢飯を詰める方式の試作機1号機がまず1978年に完成したが、助言役となった池袋の寿司職人からは「まるで押し寿司ではないか」と酷評だった。また他の助言役として、ライオンズクラブを通して鈴木と旧知の間柄だった東京元祿商事常務の牛丸義博がいた。回転寿司市場は1970年の大阪万博より拡大を続けており、それに乗って元祿寿司チェーンの大衆化路線を推進するためには人件費の圧縮が大きな課題と牛丸は捉えており、寿司ロボットの実用化に強い関心を示していた。牛丸は店員を連れては開発工場に通いつめ、現場視点からのアドバイスを色々と与えて機能の改善に協力した。
リリース製品の原型となる最終的な試作機は1981年9月に完成した。そして翌10月5日に寿司ロボットは早速テレビ朝日のアフタヌーンショーで取り上げられ、寿司職人との握り競争をして40人が試食したところ、味は両者で殆ど差が無く、数量では寿司ロボットの圧勝という結果になった。これをきっかけに他のテレビ、雑誌、新聞など各メディアから取材が殺到し、アメリカ、フランス、韓国など海外メディアでも取り上げられるほどの話題となった。“寿司ロボット”という名称もフジテレビの逸見政孝が言い出したのをそのまま拝借したものであり、それまでは“江戸前寿司自動にぎり機”と名付けていた。
寿司ロボットの販売は1982年1月に始まった。寿司職人からの批判もあったが、最初の月には月産20台のところを120台の注文が入り、その多くは大口注文をさばくのに苦慮していた家族経営の小規模寿司店だった。
その後はパック寿司や回転寿司が一般化するにつれ、スーパーや弁当工場などでも寿司ロボットの普及は進み、2004年時点で鈴茂器工は寿司ロボットを年間で数千台出荷している。寿司ロボットのシェアは鈴茂器工が1996年時点で85%、2013年時点で60%を占めており、他に茨城県の立ち寿司屋から発展した回転寿司屋の機械開発部門が会社として独立した「ともえ」、CD の登場によるアナログ・オーディオ市場の縮小を受けてレコードプレーヤーのカートリッジ製造以外の多角化経営を模索し寿司ロボットの開発を始めたオーディオテクニカ（オーテック）など、1999年時点で8社が寿司ロボットの開発・販売を行なっている。